# Allochromis welcommei
Allochromis welcommei е вид лъчеперка от семейство Цихлиди (Cichlidae). Видът е световно застрашен, със статут Уязвим.

## Разпространение
Разпространен е в Танзания и Уганда.

## Описание
На дължина достигат до 10,5 cm.